# Uładzimir Wasilenka
Uładzimir Mikałajewicz Wasilenka (biał. Уладзімір Мікалаевіч Васіленка, ros. Владимир Николаевич Василенко, Władimir Nikołajewicz Wasilenko; ur. 10 listopada 1963 w Hiraucach) – białoruski specjalista maszyn i instalacji chłodniczo-sprężających, uczestnik radzieckiej interwencji w Afganistanie, w latach 2008–2016 deputowany do Izby Reprezentantów Zgromadzenia Narodowego Republiki Białorusi IV i V kadencji.

## Życiorys
Urodził się 10 listopada 1963 roku we wsi Hiraucy, w rejonie czauskim obwodu mohylewskiego Białoruskiej SRR, ZSRR. Ukończył Mohylewski Instytut Technologiczny ze specjalnością „maszyny i instalacje chłodniczo-sprężające” oraz Akademię Zarządzania przy Prezydencie Republiki Białorusi ze specjalnością „ekonomia i zarządzanie”. Odbył obowiązkową służbę wojskową w 103. Witebskiej Dywizji Powietrznodesantowej Armii Radzieckiej, brał udział działaniach bojowych w ramach radzieckiej interwencji w Afganistanie. Pracował jako funkcjonariusz separacji powietrza 5-go zrzutu, mistrz zmiany cechu instalacji amoniakowo-chłodniczo-sprężających, sekretarz komitetu Komsomołu produkcji, zastępca sekretarza komitetu Komsomołu zjednoczenia, asystent kierownika produkcji włókna syntetycznego, naczelnik oddziału Republikańskiego Unitarnego Przedsiębiorstwa Produkcyjnego „Chimwołokno”, naczelnik Wydziału ds. Pracy Mobilizacyjnej spółki „Mogilewchimwołokno”. Był deputowanym do Mohylewskiej Obwodowej Rady Deputowanych XXIV i XXV kadencji. Pełnił w niej funkcję przewodniczącego Stałej Komisji ds. Prawa i Porządku.
27 października 2008 roku został deputowanym do Izby Reprezentantów Białorusi IV kadencji z Mohylewskiego-Lenińskiego Okręgu Wyborczego Nr 84. Pełnił w niej funkcję zastępcy przewodniczącego Stałej Komisji ds. Bezpieczeństwa Narodowego. Od 13 listopada 2008 roku był członkiem Narodowej Grupy Republiki Białorusi w Unii Międzyparlamentarnej. 18 października 2012 roku został deputowanym do Izby Reprezentantów V kadencji z tego samego okręgu. Pełnił w niej funkcję przewodniczącego Stałej Komisji ds. Pracy i Kwestii Społecznych. Jego kadencja w Izbie Reprezentantów zakończyła się 11 października 2016 roku.

## Odznaczenia
- Medal „Za Odwagę” (ZSRR)[1];
- Medal „Za Zasługi w Pracy”[5];
- 5 medali Białorusi;
- 6 medali organizacji społecznych;
- Gramota Pochwalna Zgromadzenia Narodowego Republiki Białorusi;
- Gramota Pochwalna Ministerstwa Obrony Republiki Białorusi;
- Gramota Pochwalna Mohylewskiej Obwodowej Rady Deputowanych;
- Dyplom Prezydium Rady Najwyższej ZSRR[1].

## Życie prywatne
Uładzimir Wasilenka jest żonaty, wychowuje dwie córki.